# Nedeczky család

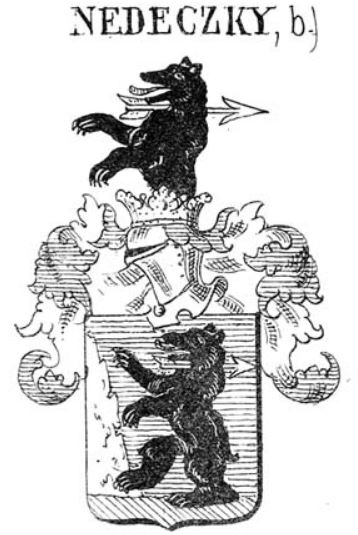
A nedeczei Nedeczky család címere (Siebmacher könyvéből)

A nedecei ill. dunanedecei és lábatlani Nedeczky család egy ősrégi és nagyon kiterjedt magyar Trencsén vármegyei eredetű nemesi származású, a 13. századig visszavezethető család. Két ága van: az egyik, a Zala vármegyei, amely a nedecei nemesi előnevet, és a másik a Komárom vármegyei, amely a dunanedecei és lábatlani nemesi előneveket használja.

## A család története
1384. augusztus 29-én Mária magyar királynőtől Trencsén vármegyei Nedece birtokot nyerték adományba, János fiainak, Péternek, Lászlónak és Jánosnak, mely adományt 1412. július 1-én Budán Zsigmond magyar király erősített meg. Péter fia Márton, fia Nedeczky alias Spanyik Miklós 1497-ben II. Ulászló magyar királytól új adományt szerzett Nedeczky alias Nagy Miklós lietvai várnaggyal együtt. Nedeczky Miklós feleségül vette Bánovszky Katalint, akitől származott az 1500 és 1576 között élt Nedeczky Erazmusz; ennek felesége Orssich Erzsébet lett, aki egy több gyermek közül egy Raffael fiával áldotta meg. Nedeczky Raffael, 1585-ben vágújhelyi harmincados volt, és feleségétől, Vojtkovich Annától, Vojtkovich Gergely és gradeci Horváth-Stansith Ilona lányától született Nedeczky Mihály fia.
Nedecei Nedeczky Mihály (1584–1642) feleségül vette mihályházi Ormándy Erzsébetet, mihályházi Ormándy János és nemes Földes Katalin lányát, akitől született fia Nedeczky István (†1667). Utóbbinak és béládi Bozor Ilonának (†1685) a két fia a „dunanedecei és lábatlani Nedeczky” ágat alapította meg. Nedeczky Mihálynak és Ormándy Erzsébetnek egy másik gyermeke, Nedeczky Imre, aki elvette borcsici Borcsiczky Anna Máriát. Nedeczky Imre és Borcsiczky Anna unokája, Nedeczky Zsigmond és ilovai Fekete Ilona gyermeke, Nedeczky Imre, hrabovai Hrabovszky Eszter férje, akinek a gyermekei a Zala megyei nedecei Nedeczky ágat alapították meg.

### A nedeczei Nedeczky ág

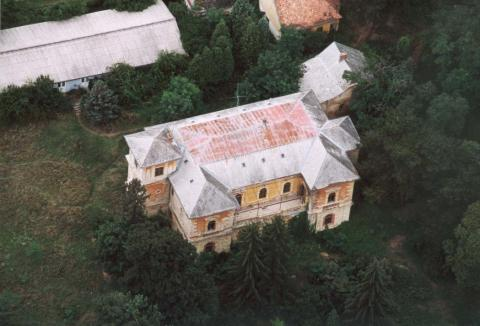
A nedecei Nedeczky család balatonedericsi kastélya

Nedeczky Imre és hrabovai Hrabovszky Eszter fia, nedecei Nedeczky Károly (†1759), királyi tanácsos, házasságkötése után átköltözött Zala vármegyébe. Neje, az ősrégi tekintélyes lengyeltóti Lengyel család sarja, tóti Lengyel Krisztina (1710–1756), tóti Lengyel Miklós és mártonfalvi Mártonfalvay Magdolna lánya. A lengyeltóti Lengyel család kihalásakor, a leányági leszármazottai, köztük a Nedeczky család örököle a birtokállományát; Ekkor Zala vármegyében Lesencetomajon lett földbirtokos a nedecei Nedeczky családnak ez az ága. Nedeczky Károly tanácsos és Lengyel Krisztina gyermekei között szerepeltek: nedecei Nedeczky Tamás (1737–1773) táblabíró, zalai és somogyi földbirtokos, aki feleségül vette adamóci Ambró Franciskát (1744-1792) és nedecei Nedeczky Károly (1766–1823), veszprémi kanonok, választott drivasztói püspök. Mária Terézia úrbérrendezése korában, Nedeczky Tamás négy úrbéri birtokkal rendelkezett, amelyek összesen 350 úrbéri holdat alkottak: a legnagyobb, a 149 úrbéri holdas Somogy megyei kastélyosdombói, a második viszont a 133 úrbéri holdas lesencetomaji volt. Nedeczky Tamásnak 28 jobbágya és 12 zsellére volt. Nedeczky Tamás fivére, Nedeczky Albert, Pakson 1763. március 12-én feleségül vette báró Újváry Walburgát, báró Újváry László ezredes és báró Száraz Erzsébet lányát; ebből a házasságból egyetlenegy gyermek származott, nedecei Nedeczky Anna (1764–1839), aki barkóci Rosty Pál (1745–1810) főhadnagy felesége lett. A Mária Terézia kori úrbérrendezésén Nedeczky Albert három úrbéri birtokkal rendelkezett, összesen 387 úrbéri holdja, 27 jobbágya és három zsellére volt.
Nedeczky Tamás és adamóci Ambró Franciska fia, nedecei Nedeczky Ferenc (1769–1835), Zala vármegyei táblabíró, a vármegyei másodaljegyzője, árvaszéki elnöke, és földbirtokos volt. Nedeczky Ferenc jó házasságot kötött: 1797. december 21-én Szombathelyen vette feleségül a tekintélyes lomnicai Skerlecz családból való lomnicai Skerlecz Mária Klárát (1777-1828), lomnicai Skerlecz Ferenc (1731–1802), helytartótanácsos, Békés vármegye főispánja, és a nemeskéri Kiss családból való nemeskéri Kiss Rozália (1740–1822) lányát. Nedeczky Ferenc és Skerlecz Mária házasságából hét gyermek született, köztük nedecei Nedeczky Hedvig (1814–1879), akinek a férje tagyosi Csapó Vilmos (1798–1879), 1848-as honvéd ezredes; bocsári Svastics Pálné nedecei Nedeczky Rozália (1799-1858); névedi Botka Janosné nedecei Nedeczky Franciska (1803–1882) és nedecei Nedeczky Lajos (1800–1841), Zala vármegyei földbirtokos, főszolgabíró.
Nedeczky Lajos (1800–1841), Deák Ferenc kedves, ifjúkori barátja volt. Nedeczky Lajos, balatonedericsi és lesencetomaji földbirtokos is volt. A vármegyei közigazgatási pályafutását először aljegyzőként, majd szolgabíróként a Szántói járásban. 1831. augusztus 20-án Pakson vette el nemeskéri Kiss Emmát (1813–1856), nemeskéri Kiss József (1786–1829) és kehidai Deák Jozefa (1791–1853) lányát. Frigyükből több gyermek született: nedecei Nedeczky István (1832–1908), 1848-as honvéd, országgyűlési képviselő; nedecei Nedeczky Emma (1833–1906), akinek férje névedi Botka Imre (1826–1879), nedecei Nedeczky Eleonóra (1836-1857), békási Békássy Gyula (1833-1904) országgyűlési képviselőnek, 1848/49-es honvédnak a felesége és nedecei Nedeczky Ida (1838–1907), csallóközmegyercsi Szabadhegy Sándor (1830–1883), 1848-as huszár kapitánynak a házastársa, és nedecei Nedeczky István (1832–1908) földbirtokos, 1848-as honvéd, az 1860-as években a magyarországi függetlenségi szervezkedések egyik vezetője, országgyűlési képviselő volt. Feleségétől, gyulai Gaál Konstanciától született lányát, nedecei Nedeczky Emmát (1858–1883), nedecei Nedeczky Jenő (1840–1914), országgyűlési képviselő vette el Nemesvitán 1881. február 26-án. Nedeczky Jenő Emma nagybátyja, Nedeczky István öccse volt. A balatonedericsi családi Fekete-kastélyt Nedeczky Jenő vette meg pénzügyi nehézségekkel küszködő bátyjától, Nedeczky Istvántól.

### A dunanedecei és lábatlani Nedeczky-ág
Ezt az ágat nedecei Nedeczky István (†1667) és béládi Bozor Ilona (†1685) két fia alapította meg: Ezek közül a család ezen ágának egyik legkiválóbb tagja, Nedeczky Sándor (1654–1719) volt, aki 1684-ben gróf galántai Esterházy Pál nádor titkára volt. Később Nedeczky Sándor a dikaszterium tagja lett; 1702. március 8-án I. Lipót magyar király adományozta Nedeczky Sándornak és feleségének, nagybaráti Huszár Ilonának (†1731), valamint fivérének, Nedeczky Mihálynak (1656–1710), Komárom vármegye főjegyzőjének és nejének, nagybaráti Huszár Zsuzsannának (†1754), a Komárom vármegyei a lábatlani, karvai, dunaradványi, virti, piszkei és dunanedecei földbirtokokat. Innentől fogva Nedeczky Sándor és Nedeczky Mihály, valamint leszármazottjaik használták a dunanedecei és lábatlani nemesi előneveket. A két baráti Huszár lány leánytestvérek voltak, és baráti Huszár István földbirtokosnak és Fabríczius Magdolna frigyéből származtak. Huszár István még  1647. március 26-án királyi adományt szerzett a fent említett birtokokra; ez uton kerültek át leányágon a Nedeczky család tulajdonába. Lábatlani és dunanedecei Nedeczky Sándor II. Rákóczi Ferenc pártjára állt, majd 1706-ban a fejedelem követként küldte az Orosz Birodalomba, hogy a Habsburgok ellen szerezzen orosz segítséget. 1711-ben hazajött, és hamarosan 1713-ban Komárom vármegye alispánja lett. gyermeke nem született. Végrendeletében teljes vagyonát fivérére, Mihályra hagyta. Feleségét, baráti Huszár Ilonát kitagadta, aki aztán férjhez ment gróf Gyulayhoz.
Nedeczky Ferenc (1696–1768) királyi tanácsos, királyi táblai ülnök, Komárom vármegye alispánja, dunanedecei és lábatlani Nedeczky Mihály főjegyző és nagybaráti Huszár Zsuzsanna fia volt; házastársa benici és micsinyei Beniczky Johanna (1706–1783) asszony lett, akinek a szülei Beniczky István (1670-1758), Turóc vármegye alispánja, követe, földbirtokos, és Zahorák Mária Anna asszony voltak. Legidősebb gyermekük, dunanedecei és lábatlani Nedeczky András (1727–1775) komáromi alispán, kancelláriai tanácsos, akinek felesége felsőbüki Nagy Ágnes volt, azonban házasságukból nem maradt gyermek. A másodszülött fiúgyermek, dunanedecei és lábatlani Nedeczky Kristóf (1736–1772) hadnagy volt, aki feleségül vette 1763. május 29-én Sitkén, románfalvi Fejérváry Katalint (†1803). Nedeczky Ferenc királyi tanácsos és Beniczky Johanna legkisebb gyermeke, dunanedecei és lábatlani Nedeczky Ferenc (1742–1814), aki a Mária Terézia kori úrbérrendezési összeírásokban nem szerepel, se úrbéri földbirtokosként, se jobbágy vagy zsellér uraként. Ez a Nedeczky Ferenc volt, aki továbbvitte a családot; feleségül vette gyerkényi Pyber Zsófiát (1751–1819), gyerkényi Pyber Ferenc és Újlaky Erzsébet lányát, aki tíz gyermekkel áldotta meg őt. Sok gyermeke közül, Gáspár és Ferenc vitték tovább a családot, két külön ágat megalapítva.
Idősebb dunanedecei és lábatlani Nedeczky Gáspár (1775–1839) Komárom vármegye aljegyzője volt 1802 és 1810 között, majd 1817-ben a csallóközi főszolgabíró, majd 1818 és 1823 között Komárom vármegye főjegyzője; ezután gróf fogarasi Nádasdy Ferenc váci püspök jószágigazgatója lett 1823 és 1830 között. Idősebb Nedeczky Gáspár Nagysallón 1807. február 5-én vette feleségül nemes Rainprecht Jozefát (1775–1855). Idősebb Nedeczky Gáspár és Rainprecht Jozefa fia, ifjabb dunanedecei és lábatlani Nedeczky Gáspár (1822–1893), plébános, történetíró; 1854-ben lett a Dömös plébánosa, amely stallumot egészen haláláig betöltötte. Nedeczky Gáspár plébános fivérei: dunanedecei és lábatlani Nedeczky Kálmán (1810–1890), Komárom vármegye főjegyzője 1844 és 1848 között; Nedeczky Flóris (1812–1900) ügyvéd, 1848-as honvéd százados, a hercegprímási uradalom ügyésze (sírja az érsekújvári temetőben van, családi gondozás alatt) és Nedeczky Károly (1813–1857), Esztergom vármegye jegyzője, aki szintén a primási uradalom ügyésze volt. Nedeczky Kálmán főjegyző és Fülöp Ágnes (1817–1849) fia, dunanedecei és lábatlani Nedeczky Ödön (1841–1912), királyi kúriai bíró, Lipótrend lovagja volt. Nedeczky Ödön Egerben, 1883. július 16-án vette feleségül gesztőci Samassa Otíliát, akitől két lány született: Nedeczky Olga (1885–1970), aranyosmaróti dr. Rónay Zoltán (1875–1946) miniszteri tanácsos neje és Nedeczky Sarolta (1886–1916), aranyosmaróti dr. Rónay László (1880–1956) miniszteri tanácsos (Rónay Zoltán öccse) felesége volt.
Nedeczky Ferencnek és Pyber Jozefának egy másik fia, Nedeczky Gáspár főjegyző bátyja, dunanedecei és lábatlani Nedeczky Ferenc (1773–1845) volt, aki Nyergesújfaluba költözött. Első felesége, Nedeczky Borbála (1780–1812) fiuk, Imre halála után, majd Tomanek Annát vette el Nyergesújfaluban 1812. november 3-án. A második feleségétől származott Nedeczky János (1817–1889) gyógyszerész, Nedeczky Eleonóra (1816–1864), akinek a férje szenkvici Palkovics Károly (1786–1865) Esztergomi főorvos, és a családi hagyományokat követve, ismét egy Ferenc nevű gyermekük volt. Nedeczky János gyógyszerész és Schober Teréz szül. Linzben (1820–1888) fia, dunanedecei és lábatlani Árpád (1849–1915) gyógyszerész felesége wolfram Eschenbach von Mária, Nedeczky Gyula (1850–1906), kereskedelmi minisztériumi miniszteri tanácsos lett. Béla. Kálmán, Eleonóra férjhez ment Nedeczky Károlyhoz
Ez a Nedeczky Ferenc Piszkén született, 1819-ben, felnőttkorában uradalmi erdész volt Kéménden. Először Bordács Lukréciát vette el Nagysallón, 1845. november 23-án, itt egy leány született, Hermina, aki Már Károlyhoz ment férjhez. Ő később elvette Nemecsek Máriát, akitől három fiú- és egy leánygyermeke származott: Károly, József, Borbála és Ferenc. Nedeczky Ferenc és Nemecsek Mária fia, Nedeczky Ferenc Szalkán született 1862-ben. Keresztszülei Gajger György, szalkai kocsmáros, és Podhajszky Anna voltak. Nedeczky Ferenc (1862-†?) iskolaigazgató volt Szántón, és első feleségétől, Seszták Júliától született, dunanedeczei és lábatlani Nedeczky Szilárd (1896–1974), alhadnagy, drégelypalánki jegyző és Amanda Benedek Istvánné Nedeczky Szilárdnak a neje vinkovczei Vinkovich Aurélia Bibiána „Aranka” (1885–1978) helyi tanítónő volt. Vinkovich Aranka szülei, a lévai születésű Vinkovich Vince (1848–1937), kántortanító, aki 36 évig főtanító volt Drégelypalánkon, és az esztergomi születésű Herbák Mária (1849-1908) voltak. Apai nagyszülei, idősebb Vinkovich Vince, lévai szabómester és Tolnai Borbála voltak. Anyai nagyszülei, Herbák János molnármester és Hofner Anna voltak. Szilárdnak egy leánya volt, Klára.

## A Nedeczky család címere
A Nedeczky család két ágya, ugyanazt az ősi címert használja: „Kék mezőben, zöld pázsiton, egy két hátulsó lábán fennálló, hátulról keresztül nyilazott egész medvét ábrázol. Ezen medve felett van egy páncél, mely felül a mellnek, alól pedig a hasnak vértezetét képezi; a felső rész vérpiros gerezdeket mutat; az alsó pedig fehér szövetén arany-abroncs-szijjakkal átövedzett. Ezen páncél felett van ötágú arany korona; e felett ismét egy egészen keresztül nyilazott medve, mely szinte két hátulsó lábán áll, mint az előbbi. A kék mezőnek egyik oldalán, ezüst mezőn be- s lehajló széle növényszerű vérpiros díszítmény, a másik oldalon ugyanilyen diszítmény arany színben, kék mezőn ékesíti a címert”.

## A család legjelentősebb tagjai
- nedecei Nedeczky Károly (†1759), királyi tanácsos
- nedecei Nedeczky Károly (1766-1823), veszprémi kanonok, választott drivasztói püspök
- nedecei Nedeczky Ferenc (1769-1835), Zala vármegyei táblabíró, a vármegyei másodaljegyzője, árvaszéki elnöke
- nedecei Nedeczky Lajos (1800-1841), Zala vármegyei földbirtokos, főszolgabíró
- Nedeczky László (1913–2008), magyar vívó
- nedecei Nedeczky István (1832-1908), 1848-as honvéd, országgyűlési képviselő, földbirtokos
- nedecei Nedeczky Jenő (1840-1914) országgyűlési képviselő
- dunanedecei és lábatlani Nedeczky Sándor (1654-1719), Komárom vármegye alispánja, nádori titkár
- dunanedecei és lábatlani Nedeczky Ferenc (1696-1768), királyi tanácsos, királyi táblai ülnök, Komárom vármegye alispánja
- dunanedeczei és lábatlani Nedeczky Gáspár (1775-1839) Komárom vármegye főjegyzője
- dunanedecei és lábatlani Nedeczky Gáspár (1822-1893), dömösi plébános, történetíró
- névedi Botka János (1828–1908), 1848-as honvédszázados, politikus, alszolgabíró, földbirtokos, anyja Nedeczky Franciska volt.

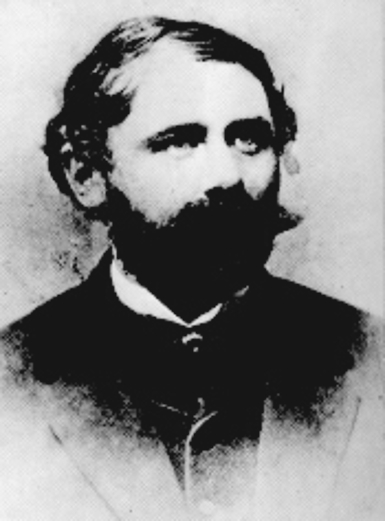
Nedeczky István (1832-1908), (1848-as honvéd, országgyűlési képviselő, földbirtokos. 1860 k.)
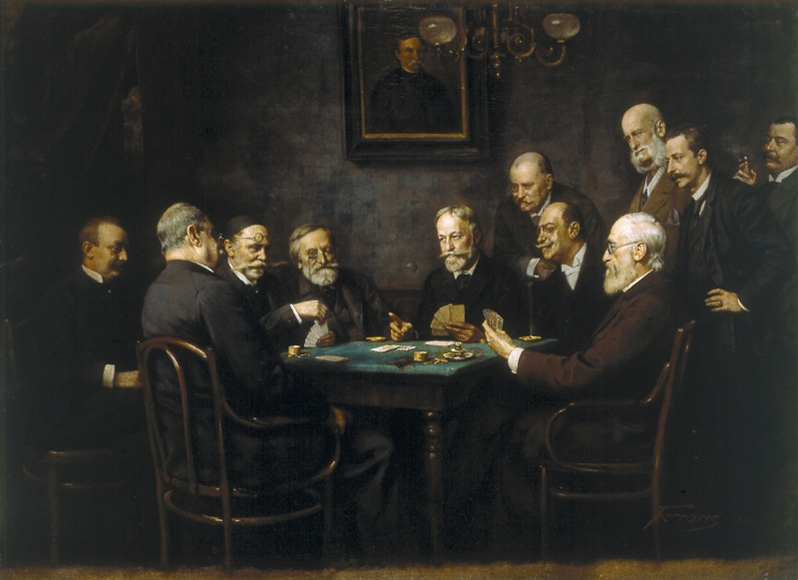
Tizenegy alak van a képen. A négy partner: Tisza Kálmán, Jókai Mór, Nedeczky István és Sváb Károly. Majd a gibicek: Gajáry Ödön – Sváb Károly háta mögött -, herceg Odescalchi Gyula monoklival a szemében, Csernátony Lajos, Beöthy Algernon (Aldzsi) – a Képviselőház örökké vidám, s többször megénekelt mókamestere, egyben Jegyzője, Tisza patronáltja, „mamelukja”, Podmaniczky Frigyes, Pulszky Károly és jobbra hátul a kedélyesen szivarozgató Mikszáth Kálmán. A falon található festmény a Haza Bölcsét ábrázolja
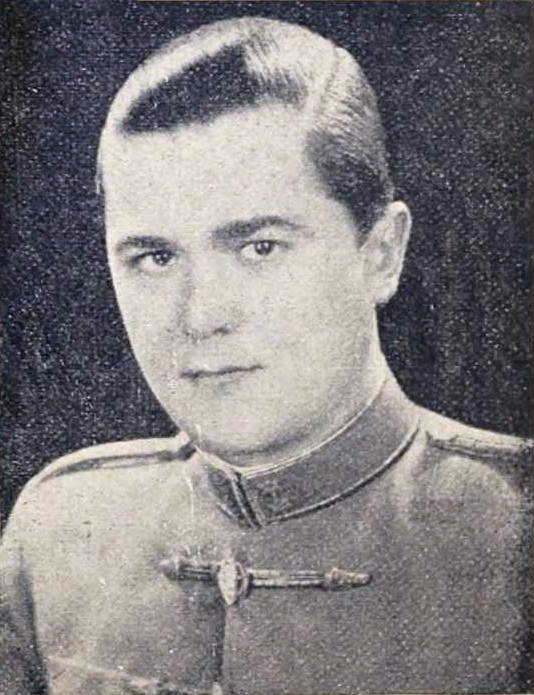
Nedeczky László (1913–2008), (magyar vívó)